# El verdugo de tus sueños
El verdugo de tus sueños (1999) es el segundo trabajo discográfico de la banda uruguaya Hereford. Este disco fue grabado en Estudio Del Cielito, Buenos Aires, en el mes de septiembre de 1998.

## Ficha técnica
Técnico de grabación: Martín Pomares
Asistente de grabación: Fernando Pascual
Asistente de Mezcla: Gustavo Gauvri (Excepto en Rata, mezclado por Martín Pomares)
Masterizado en El Loto Azul, Buenos Aires, por Martín Sipermana.
Arte realizado en Corporate Image Design, por Guzmán Mendaro
Idea de arte: Hereford
Foto de Tapa: Federico Marta y Hereford
Músicos invitados: La Biarritz Jazz Band (en "Por un poco de algo") y Juanse Gutiérrez (Guitarras, voz y arreglos en "Perder")

## Lista de canciones
1. El verdugo de tus sueños
2. Ella sabe a miel
3. 1992
4. Músicas tibias
5. Volar en su cielo
6. Por un poco de algo
7. No te dejaré caer en el infierno
8. Perder
9. Rata
10. Cosas sucias
11. Las luces se apagan

- Datos: Q5827038